# Enrocador
L'enrocador, tord enrocador, tord roquer, tord, junclà/junclar o el sucló/xucló (Symphodus melops) és una espècie de peix de la família dels làbrids i de l'ordre dels perciformes.
Els mascles poden assolir 28 cm de longitud total.
N'hi ha a l'Atlàntic oriental (de Noruega fins al Marroc i els Açores). També a la Mediterrània occidental i a la mar Adriàtica.